# Jekaterina Michailowna Scharmina

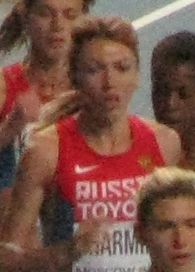
Scharmina 2013

Jekaterina Michailowna Scharmina, geb. Martynowa (russisch Екатерина Михайловна Шармина (Мартынова); * 6. August 1986 in Tscheljabinsk) ist eine russische Läuferin, die sich auf den 1500-Meter-Lauf spezialisiert hat.
Bei den Junioren-Europameisterschaften 2005 gewann sie Silber. Bei den Halleneuropameisterschaften 2011 gewann sie Bronze und bei den Weltmeisterschaften schied sie im Halbfinale aus. 2011 gewann sie auch den russischen Meistertitel über 1500 Meter.
Wegen Dopings wurde Scharmina ab dem 7. Dezember 2015 für drei Jahre gesperrt.
Die 1,69 m große Athletin startet für Dynamo Swerdlowsk.

## Bestleistungen
- 800 Meter: 1:59,17 min, 12. Juni 2011 Moskau
  - 800 Meter (Halle): 4:01,68 min, 24. Juli 2011 Tscheboksary
- 1500 Meter: 2:01,34 min, 30. Januar 2011 Moskau
  - 1500 Meter (Halle): 4:03,68 min, 10. Februar 2008 Moskau